# Christian Schwarzwald
Christian Schwarzwald (* 1971 in Salzburg) ist ein österreichischer Künstler; seit 2017 lehrt er als Professor für Grafik und druckgrafische Techniken an der Akademie der bildenden Künste Wien.

## Ausbildung und Werk
Von 1990 bis 1996 studierte er an der Akademie der bildenden Künste Wien bei Markus Prachensky. Studienaufenthalte führten ihn an die Hochschule der Bildenden Künste Athen sowie nach Florenz und Mexiko-Stadt.
Christian Schwarzwald ist Künstler. Seine Arbeit verkörpert einen weiten Begriff von Grafik: Sie umfasst ebenso die schnelle, einfach gehaltene Skizze und Notiz wie Editionen und Malereien. Seine Arbeiten entwickelt er als Elemente von Ensembles, die in Form von vielteiligen Raumarbeiten und Installationen präsentiert werden. Das Einzelblatt – als Zeichen – wird so zur Komponente eines komplexen Zeichensystems. Zeichnung ist die einfachste und direkteste Art der Aufzeichnung. Noch vor jedem auf Konsens beruhenden Zeichensystem beherrschen wir als Kinder die Zeichnung als Ausdrucksmittel. Für Christian Schwarzwald bedeutet Zeichnung den Anfang der Beschreibung der Welt schlechthin und ermöglicht es gerade deswegen, die vielfältigsten Formulierungen in der bildenden Kunst zu entwickeln. Zeichnung hält die Verbindung zu ursprünglichen „Zeichen“ aufrecht, die, ungeachtet ihrer jeweiligen spezifischen Motivation, eine Gemeinschaft voraussetzen, die via uncodierter Aufzeichnung kommuniziert. Zeichnung und Grafik sind mittels dieser Direktheit in der Lage, eine Verbindung mit anderen Formen der Künste, Musik, Architektur, Literatur, aber auch Philosophie aufrechtzuerhalten und zu nutzen. Die Zeichnung ist für Christian Schwarzwald ein Kreuzungspunkt, an dem sich verschiedenste Strömungen der bildenden Kunst treffen – ihre Besonderheit und Stärke liegt gerade darin, diese Verbindungen aktiv zu halten.

## Ausstellungen (Auswahl)
- Slavi Soucek Preis für Druckgrafik, 2022, Traklhaus, Salzburg
- REGROUP, 2022, Galerie Krinzinger Schottenfeld, Wien (S)
- DRAWN Ebensperger, Berlin (S)
- Freedom and Independence II, 2021,  Ebensperger, Wien
- Yuan Art Museum Wuqing, 2021,  Tianjin
- liquidity,  2021, in der Kubatur des Kabinetts, fluc, Wien
- POLYGRAPH, 2021,  Kunstverein Kunsthaus, Potsdam (S)
- Metamodell, 2021,  Die Möglichkeit einer Insel, Berlin
- COLLA, 2020, Kunstraum Friesenstrasse, Hannover (S)
- Durch das Raue zu den Sternen, 2020, Galerie 5020, Salzburg
- Saloon on words, 2020, Katrin Plavcak Studio, Vienna
- PLUNDER, 2020, artmark Galerie Wien
- no sentences from words, 2019, fluc, Wien
- Kraut, Kunstfestival, 2019, Luzern
- no sentences from words, 2019, fluc, Vienna
- End of Story, 2019, Ebensperger-Rhomberg, viennacontemporary, Vienna
- Wellen, mit Friederike Feldmann, 2019, smac, Berlin
- Der Zukunft herzlichst gewidmet, 2019, Museum Liaunig, Neuhaus/Suha
- XXL Estampes monumentales contemporaines, 2019, Musée des Beaux-Arts, Caen
- the drawing people, 2019, Michael Woolworth Editions, Paris
- disrupting identity, 2019, 5pace, Berlin
- Discrete Austrian Secrets, 2019, GCA The Galaxy Museum of Contemporary Art, Chongqing
- Neulich an der Salzach, 2018,  Ebensperger, Salzburg
- Umrahmung, schräg gekippt, 2018,  Museum Liaunig, Neuhaus/Suha
- Grosser Salzburger Kunstpreis, 2018,  Galerie im Traklhaus, Salzburg
- Freunde reisen gemeinsam, 2018,  Veronika Dirnhofer, Galerie 3, Klagenfurt
- Die grafische Werkstatt im Traklhaus, 2018,  Kunstverein Linz am Rhein
- Zeichen und Wunder III, 2018, Kunsthaus, Nürnberg
- Weihnachtsausstellung, 2018, Krinzinger Projekte, Wien
- transform the view, 2018, galerie modulart/instant edition, Wien
- Lyrcs, 2017, Ebensperger, Berlin(S)
- Sleepless, 2017, Museum of Contemporary Art MOCA, Chengdu
- Stricher, 2017, Galerie Krinzinger, Wien(S)
- Kunst_Koordinaten, 2017, Museum Angerlehner, Wels
- In Heaven, 2017, Galerie Jordan/Sedoux, Berlin
- Center of The World, 2017, Ebensperger Salzburg
- Linie, Gitter, Raum, instant edition, 2017, Raum für aktuelle Editionen, Wien
- sommer.frische.kunst, 2017, Bad Gastein
- u. A. w. g., 2017, Majolika Manufaktur, Karlsruhe
- Temp, 2016, Galerie Patrick Ebensperger, Graz (S)
- Flirting with Strangers, 2016, 21er Haus, Wien
- Bonne a tiré, 2016, Michael Woolworth Editions, Paris
- Cumuli II, 2016, Galerie 5020, Salzburg
- Druckgrafik, 2016, Galerie im Traklhaus, Salzburg
- Spucky II, 2016, Galerie Patrick Ebensperger, Berlin
- ACOSMOLOGY, 2015, mit Marcus Steinweg, Blackbridge Offspace, Beijing (S)
- Instant Edition, 2015, Leopold Museum, Wien
- MANUMITTO, 2015, Weissensee, Berlin
- AUA, 2015, Westwerk, Hamburg
- Galerie le Carceri, 2015, mit Paul Thuile, Kaltern (S)
- Spazio Libero, 2015, M8, Treviso
- Cumuli II, 2015, L40, Berlin
- Drawing Storage, 2015, Biennale Disegno, Rimini
- GRAPH, 2014, Paolo Maria Deanesi Gallery, Trento (S)
- PUPA, 2014, Projektraum Lucas Cuturi, Wien
- PARA, 2014, Finstral, Klobenstein
- Galerie im Taxispalais, 2014, Innsbruck
- Galerie Baer, 2013, Dresden (S)
- FORMER, Galerie Baer, 2012, Dresden (S)
- Abstraktion und Figuration, 2012, Museum of Fine Arts, Sochi
- Wilder Raum, 2012, Kunstraum Niederösterreich, Wien
- MOIRÈ, 2011, U37 Raum für Kunst, Berlin (S)
- GEMEIN, 2011, Krinzinger Projekte, Wien (S)
- Pamphile Show, 2011, Sammlung Falckenberg, Hamburg
- Unsichtbare Schatten, 2010, Marta Herford
- Vol.1:DEPARTURE, 2009, Bawag Contemporary, Wien (S)
- Helfant, 2009, Rauchsalon. Wien (S)
- SPIEL, 2008, Galerie Krinzinger, Wien (S)
- „Drüben“, 2007, Ob ich das sehe, Heidelberger Kunstverein
- „Stips 06/07“, Kunstraum Kreuzberg Bethanien, Berlin
- „Ornithology“, 2006, Wucherungen und Wandnahmen, Städtische Galerie, Nordhorn
- Ankäufe, Tiroler Landesmuseum Ferdinandeum, Innsbruck
- „Leitern“, 2006, Opera Austria, Centro per l’Arte Contemporanea Luigi Pecci, Prato
- Forever and a Day Büro presents: Horizont, 2006, Kunstraum Kreuzberg Bethanien, Berlin
- „Doors“, 2006, Derek Eller Gallery, New York
- „Offen“, 2006, Galerie Royal, München
- „R wie Räuber“, 2005, Galerie Eva Winkeler, Frankfurt
- „Die Stummen, die Blinden, die Tauben“, 2005, Strabag Kunstforum, Wien
- „Nachbarn“, 2005, Galerie Krinzinger, Wien
- „Gehege“, 2005, Foerderkoje Inh. R. Schmitt, Art Frankfurt
- „Antechamber“, 2004, Derek Eller Gallery, New York
- „Filmographie“, 2004, Galerie Koch und Kesslau, Berlin
- „Halbe Höhe“, 2003, Krinzinger Projekte, Wien
- „Rooms Fulfilled“, 2003, Buro Empty, Amsterdam
- „Lobby“, 2002, forever and a day Büro, Berlin
- „Get lost“, 2002, supersaat, Wien
- „Ohne Titel (Zaun)“, 2002, gemeinsam mit Lee Taylor, Mülheimer Bunker, Köln
- „Wunsch, Indianer zu werden“, 2001, Kunstraum Steinhude, Wunstorf
- „Fußnoten und Anamorphose“, 2001, Hospitalhof Stuttgart
- „Hintergründe, Remakes“, 2000, Kulturverein/Museumsverein, Werfen
- „Illumination vs. Illustration“, 2000, Foerderkoje, Inh. Ralf Schmitt, Berlin
- „Geisterbahn“, 2000, Galerie Krinzinger, Wien
- Galerie Schlehn, 1998, Neustadt
- Galerie im Alcatraz, 1998, Internationale Sommerakademie, Hallein
- „Zeichnungen“, 1997, Projektraum der Galerie Krinzinger, Wien
- Institut für Gegenwartskunst, 1995, mit Harald Hasler, Akademie der Bildenden Künste, Wien
- „Wandzeichnung Kommunikationsbüro“, 1995, Wien
- „Anstatt Feuerbach“, Deckengemälde, 1995, Akademie der Bildenden Künste, Wien
- „Himmel S13“, 1994, Deckengemälde mit Musikperformance Anus D
- Galerie der Cselley-Mühle, 1993, mit Christoph Urwalek
- „Pechbrenner“, 1992, Abtei Seckau
- Galerie der Stadt Salzburg im alten Rathaus, 1990

## Auszeichnungen
- 1993 Goldener Fügerpreis, Akademie der Bildenden Künste, Wien
- 2001 Grosser Salzburger Kunstpreis
- 2004 Villa Romana Preis, Stipendium in der Villa Romana, Florenz
- 2005 Art Award Förderpreis, Strabag Kunstforum Wien
- 2006 Senatsstipendium, Berlin
- 2015 Staatsstipendium, bmukk Wien
- 2022 Slavi Soucek Preis für Druckgrafik, Salzburg